# Трудовець
Тру́довець (болг. Трудовец) — село в Софійській області Болгарії. Входить до складу общини Ботевград.

## Населення
За даними перепису населення 2011 року у селі проживали 3235 осіб.
Національний склад населення села:
| Національність   | Кількість осіб | Відсоток |
| ---------------- | -------------- | -------- |
| болгари          | 2969           | 98,5%    |
| цигани           | 35             | 1,2%     |
| Всього відповіли | 3013           |          |

Розподіл населення за віком у 2011 році:
Динаміка населення:

## Відомі особистості
В поселенні народився:
- Нікола Ракітін (1885—1934) — болгарський поет.